# Ferndown
Ferndown – miasto i civil parish w Wielkiej Brytanii, w Anglii, w regionie South West England, w hrabstwie Dorset, w dystrykcie (unitary authority) Dorset, w civil parish Ferndown Town. W 2011 roku civil parish liczyła 17839 mieszkańców.

## Miasta partnerskie
- Segré